# Cayos Arenas

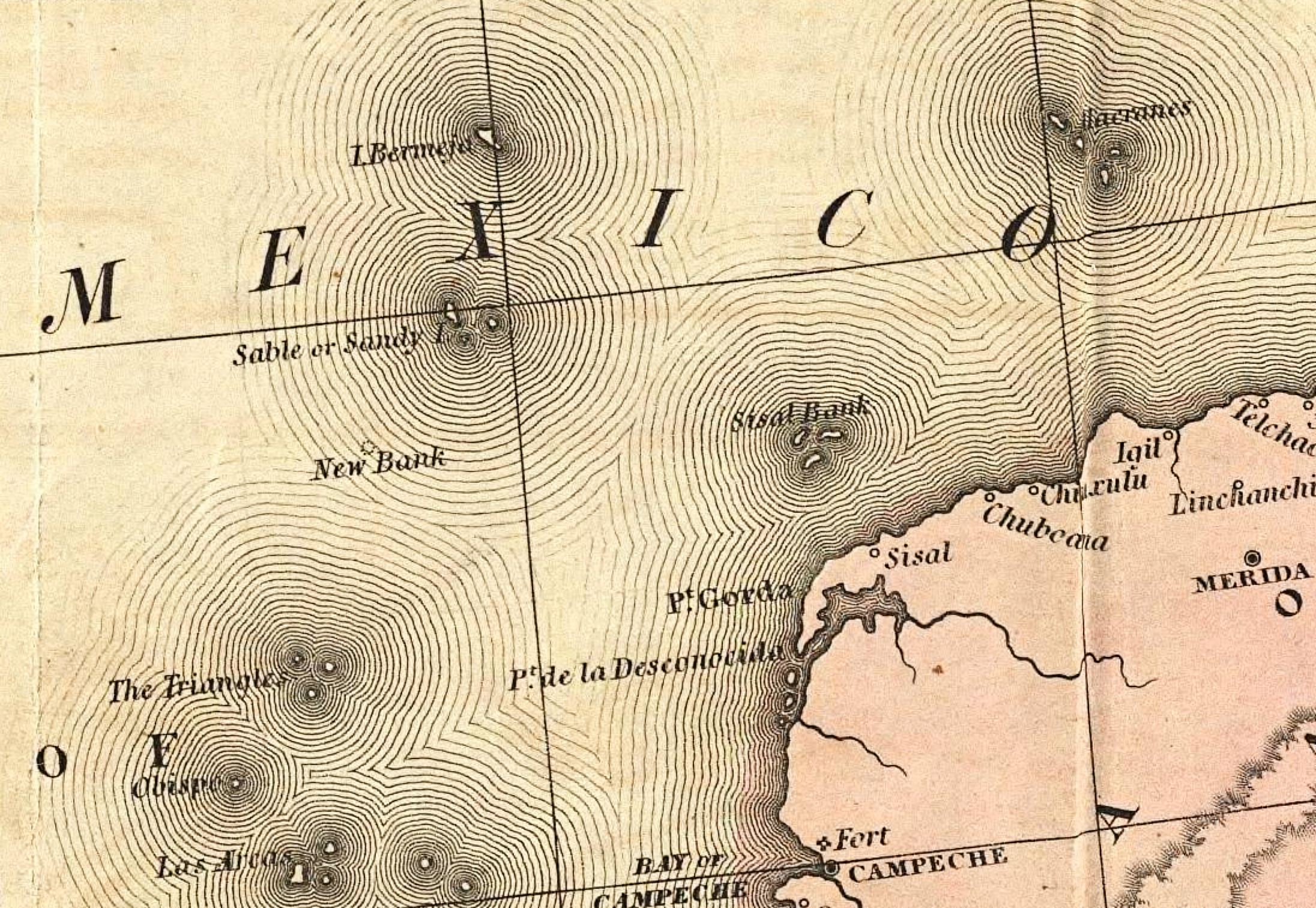
Karte von 1846, auf der Cayo Arenas als Sable or Sandy Island verzeichnet ist.

Die Cayos Arenas sind eine Inselgruppe und ein Riff im südlichen Golf von Mexiko. Sie gehören zu Mexiko und liegen etwa 160 km nordöstlich der Halbinsel Yucatán am nordwestlichen Rand der Campeche-Bank, eines Kontinentalschelfs.

## Geografie
Das Riff besteht aus zwei bzw. drei Teilen: einem westlichen, einem großen nordöstlichen und einem sehr kleinen südöstlichen Riffwall. Beide größeren Riffe sind hufeisenförmig, der Kanal zwischen dem westlichen und den östlichen Riffen ist etwa einen Kilometer breit. Es gibt vier Cays, von denen Cayo Arenas (auch Isla de la Ensenada) im Südosten des westlichen Riffs mit einer Ausdehnung von 370 × 360 m und einer Fläche von 6,0 Hektar die bei weitem größte ist. Die anderen drei Inseln sind kleine über das Wasser ragende Bänke aus Korallenbruch mit einer Fläche von zusammengenommen weniger als einem Hektar. Sie liegen 1,4 bis 2,1 km westlich der Hauptinsel, zwei im nordöstlichen und eine im südöstlichen Riff. Die nördlichen beiden sind jeweils etwa 2,1 m und 0,6 m hoch. Das Riff erhebt sich von einer etwa 50–60 m tiefen prä-holozänen Basis.
Das nächstgelegene Land sind die Arrecifes Triangulos (Dreiecksriffe) 157 km südöstlich. 170 km östlich befindet sich das Arrecife Alacranes (Skorpionriff). Die Phantominsel Bermeja ist auf vielen alten Karten etwa 80 km nördlich der Cayos Arenas eingezeichnet, existiert jedoch nicht. Manche vermuten, dass Cayo Arenas mit dem Eiland verwechselt wurde.
Die Hauptinsel besteht hauptsächlich aus Kalkarenit, Sand, Korallen und Felsen und hat in etwa die Form eines um 90° gedrehten Quadrats mit verlängerter Spitze im Norden, gekrümmter Bucht an der Nordostseite und einer mehr als 100 m langen Einbuchtung und Halbinsel im Südosten, mit Ausgang im Süden. Sie hat ein beckenförmiges Profil und ist im Felsenwall bis zu drei Meter hoch, nach anderen Angaben bis sechs Meter. Das Innere der Insel ist mit Vegetation bewachsen, dort steht ein 22 m hohes, besetztes Leuchtfeuer mit 24 km geografischer Reichweite und 99 km Lichtweite. Daneben stehen mindestens zwei weitere Häuser, ein viertes Haus steht 40 m weiter nordöstlich. Der Roca Serdán im Norden der Insel erhebt sich einen halben Meter über den Meeresspiegel. 1966 waren sowohl öffentlicher Dienst als auch Militär auf der Insel stationiert.

## Ökologie
Auf den Inseln gibt es Maskentölpel, 2001 wurden 258 Nester gezählt. 1952 wurden außerdem 400 Blaufußtölpel gezählt. Der üblicherweise den windgewandten Rand umschließende Gürtel aus Acroporidae (Steinkorallen) wurde 1999 größtenteils tot vorgefunden, er starb vermutlich in den 1970ern. Im Riff um die Cayos Arenas wurden jedoch viele lebende Elchgeweihkorallen-Kolonien vorgefunden, was auf eine Erholung hindeuten könnte. Aufgrund des hohen Verhältnisses von Verdunstung zu Niederschlag wachsen auf der Insel viele Kakteen. Der Strand und die Riffsedimente besteht aus kalkigen biogenen Materialien von Sand- bis Kiesgröße, hauptsächlich Korallenskelette, Algen (Korallen-Rotalgen aus der Ordnung Corallinales) und Muschelfragmente.

## Geschichte

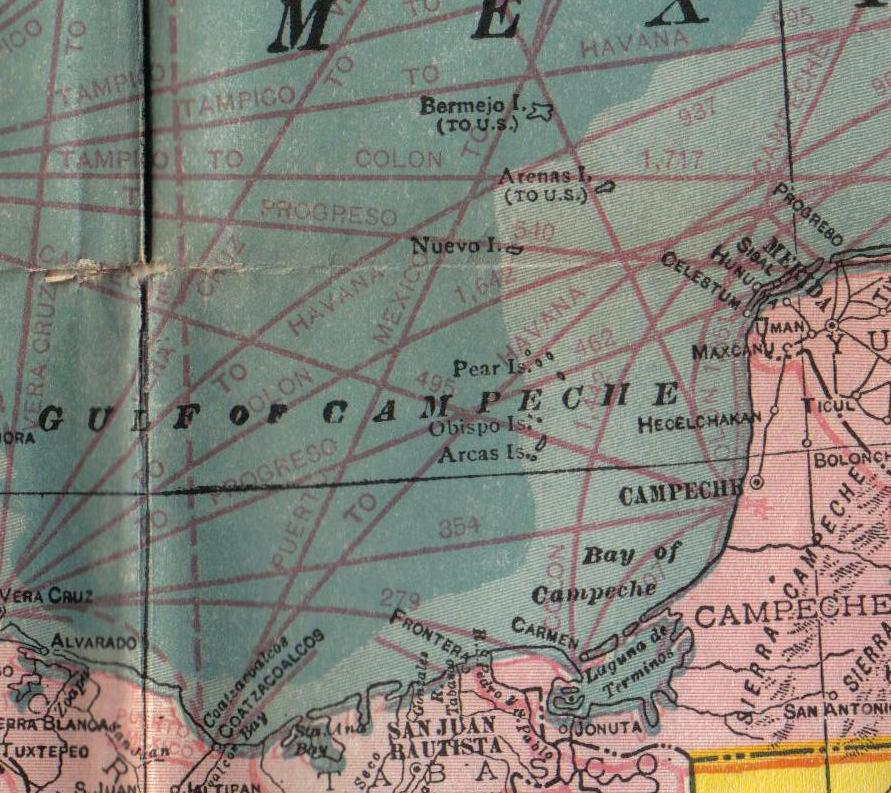
US-amerikanische Karte von 1914, die Cayos Arenas weiterhin als zu den USA gehörend zeigt.

Die Inselgruppe gehörte im 19. Jahrhundert zu Mexiko, wurde jedoch kurzzeitig von US-Amerikanern, Vertreter verschiedener Unternehmen, unter dem Guano Islands Act von 1856 besetzt. Dies erlaubte den Vereinigten Staaten, die Guano-Vorkommen dort in Besitz zu nehmen, kommerziell abzubauen und in die USA zu transportieren. Mexiko beendete diese nach seiner Sicht illegalen Vorhaben und es kam zu einem diplomatischen Zwischenfall. Nach 1886 begonnenen Verhandlungen verkündete Präsident Porfirio Díaz 1895, dass Mexiko überzeugende Beweise vorgelegt habe, dass Cayo Arenas und weitere Inseln im Golf von Mexiko ein „integraler Teil des Territoriums“ seien, und dass die Regierung in Washington D.C. die Inseln nun nicht mehr als ihren Besitz betrachten würde. Mexiko nutzte die Inseln als Basispunkt für seine ausschließliche Wirtschaftszone (200 nautischen Meilen), um diese deutlich zu vergrößern und neue Gebiete für Fischerei und Ölgewinnung zu erschließen. Sie spielten eine essentielle Rolle bei Mexikos erfolgreichem Vorhaben, direkten Zugang zu den Öl- und Gasvorkommen im tiefsten Teil des Golfes zu bekommen. Das offizielle Abkommen mit den Vereinigten Staaten hierzu wurde im Jahr 2000 geschlossen. Es gab Diskussionen, ob Cayo Arenas im rechtlichen Sinne als Insel oder als Felsen zu werten sei.